# Lotononis humifusa
Lotononis humifusa är en ärtväxtart som beskrevs av George Bentham. Lotononis humifusa ingår i släktet Lotononis och familjen ärtväxter. Inga underarter finns listade i Catalogue of Life.